# Agazzi (Arezzo)
Agazzi sorge in una collina a sud di Arezzo a 282 m s.l.m., dista 5 km da Arezzo e si può raggiungere sia da Via Chiarini venendo da Arezzo sia dal raccordo autostradale Arezzo-Battifole uscendo a Ponte a Chiani venendo dall'autostrada, fa parte del quartiere di Santo Spirito, ma essendo al di fuori della città fa parte della "Contrada Degli Azzi".

## Toponimo
La frazione si pensa che prenda il nome dalle sorelle Agazzi che fondarono l'Istituto di riabilitazione nei pressi della stessa frazione, ma ci sono anche altre fonti che testimoniano che Agazzi prenda il nome dall'antica e nobile famiglia degli Azzi (di origine longobarda) che possedeva terreni in questa zona, di cui se ne vede lo stemma in foto. La frazione risale sicuramente a prima del 1765, perché era già presente nel Catasto Leopoldino con alcune delle case in nella parte alta e la chiesa.

## Geografia fisica
Agazzi nasce in una collina a sud di Arezzo, alle pendici del monte Lignano, nel centro della parte nord della collina, in questa collina con altezza maggiore di 412 m s.l.m. nella pineta alta, sorgono anche le frazioni di San Zeno, Il Vignale, La Bagnaia, Santa Flora. La frazione di Agazzi comprende anche le località di Molin Bianco, Cà dei Frati, La Fonte, Le Capanne, Il Lancino, Capraia, Capo Di Monte, Fontanella, Palazzetto, Poggiolo, La Pillaccia e Le balze. È diviso in due parti, una parte alta con le case più vecchie, la chiesa ed il cimitero; ed una parte bassa con le case più recenti, la vecchia scuola elementare diventata oggi un ramo dell'istituto di riabilitazione, il centro di aggregazione sociale, il campo da calcio, il bar- tabacchi,  il negozio di abbigliamento/cartoleria/profumeria, l'alimentari, la parrucchiera e l'edicola.

### Il paese
L'aspetto recente della maggior parte delle case di Agazzi può far apparire il paese nuovo e privo di una sua storia, ma questa risulta essere solo un'impressione, dal momento che permangono case nella parte alta del paese dove il tessuto urbano si fa più fitto e coincide con il centro storico del paese.

## Storia
Non si sa bene la storia di come sia stato fondato Agazzi anche se l'ente parrocchiale è testimoniato sin dai secoli XII-XVI i documenti parlano per la prima volta di Agazzi con i termini di "Villa" e "Casale" nel 958 d.C. La chiesa di Agazzi, forse l'edificio più vecchio del paese nel 1027 fu donata insieme alla chiesa di S. Angelo di Capo Di Monte, oggi sconsacrata e diventata privata, alla Cattedrale di Arezzo. La chiesa di Capo Di Monte un tempo anche parrocchia ma poi distrutta nella seconda guerra mondiale conteneva l'antico cippo di pietra che sosteneva la mensa dell'altare e la campana che non si sa per quale motivo oggi si trovano nella chiesa di S. Croce ad Arezzo. La chiesa di Agazzi con la sua struttura architettonica, il campanile a vela e la sua facciata evidenziano lo stile settecentesco, sicuramente in quel periodo ci fu una ristrutturazione della chiesa, infatti sulla facciata c'è scritto "B.P.R.F.A.D. MDCCXCVIII" che significa "Bernardus Poggi Rector Fecit Anno Domini 1798", e ciò ci fa pensare che fu edificata nel 1798, però nella parte sinistra della facciata c'è una pietra con scritto che un parroco nel 1623 ristrutturò la chiesa ormai cadente e quindi vuol dire che la chiesa si portava dietro già allora molti anni. Un'altra chiesa sconsacrata e privata è la "Chiesina Delle Lampade" che rientra sempre nella parrocchia di Agazzi, questa chiesa è luogo di riunione nel giorno della Madonna Del Rosario dove accoglie persone anche dalle parrocchie vicine, ma la cosa più importante di questa chiesa è che secondo una tradizione locale le prime clarisse di Arezzo prima di rinchiudersi in clausura avrebbero dovuto iniziare la loro vita religiosa ritirandosi presso Le Lampade nel 1217. Le case di Agazzi sono sempre rimaste sparpagliate nei campi e nelle altre piccole località, oggi però il centro di Agazzi si è molto allargato ed infatti dove prima non c'era che quale casa sono iniziate a venir fuori le prime case nuove e così oggi Agazzi è più grosso rispetto alle altre località vicine. Nella metà del novecento le case erano concentrate nella parte alta del paese dove c'era anche l'alimentari, la chiesa, il cimitero, e la piazza principale del paese, nella parte bassa c'era solo la vecchia scuola elementare ormai oggi diventata un ramo dell'istituto di riabilitazione. Poi negli anni ottanta del 1900 si sono iniziate a costruire le case nella parte bassa dove prima c'erano i campi fino ad arrivare ad oggi dove si distingue una parte alta ed una bassa.
Dal 2001 si festeggia in paese la "Sagra della Tagliata" arrivata ad Agosto 2018 alla sua diciassettesima edizione poi stop.